# Фредес, Эрнан
Эрнан Даниэль Фредес (исп. Hernán Daniel Fredes; род. 27 марта 1987, Авельянеда, Буэнос-Айрес) — аргентинский футболист, полузащитник клуба «Хувентуд Унида».

## Биография
Начал профессиональную карьеру в 2006 году знаменитом аргентинском клубе «Индепендьенте». Фредес прошёл через всю систему детско-юношеских школ этого-клуба, пока не дебютировал в основной команде в 2006 году.
В середине 2008 года загребское «Динамо» предложило 5 миллионов долларов за Фредеса, но президент «Индепендьенте» Хулио Компарада выставил цифру в 10 миллионов.
Летом 2009 года перешёл на правах аренды в харьковский «Металлист». В Премьер-лиге дебютировал 25 июля 2009 года в матче против днепропетровского «Днепра» (2:0). Фредес вышел на 82 минуте вместо Сергея Валяева.
В 2010 году аренда в «Металлисте» закончилась и футболист вернулся в стан «Красных дьяволов», в составе которых в декабре того же года стал обладателем Южноамериканского кубка. Эрнан провёл в победном турнире 10 матчей. В финальных играх против «Гояса» он выходил в стартовых составах — в первой игре он был заменён на 87-й минуте, во второй — на 107-й (Индепендьенте выиграл в серии пенальти).
В 2014—2015 годах выступал за «Арсенал» из Саранди. С 2016 года играет в «Дефенсе и Хустисии».

## Достижения
- Обладатель Южноамериканского кубка: 2010